# Jünkersfeld
Jünkersfeld ist ein Ortsteil der Gemeinde Ruppichteroth.

## Geographie
Das Dorf liegt auf den Hängen des Bergischen Landes im Bröltal. Jünkersfeld liegt nordwestlich von Schönenberg, östlich liegt Etzenbach.

## Geschichte
1809 hatte der Ort 32 katholische Einwohner.
1910 waren für Jünkersfeld die Haushalte Landwirt, Kalkwerksdirektor und Beigeordneter Joh. Herchenbach, Ackerer und Steinbrucharbeiter Franz Kleff, Ackerin Wwe. Kleff, Ackerer Joh. Franz Ottersbach und Dachdecker Bartel Steimel verzeichnet.